# غوستاف ويلهلم بالم
غوستاف ويلهلم بالم (بالسويدية: Gustaf Wilhelm Palm)‏ هو رسام وأستاذ جامعي سويدي، ولد في 14 مارس 1810 في كريستيانستاد في السويد، وتوفي في 20 سبتمبر 1890 في ستوكهولم في السويد.

## معرض صور

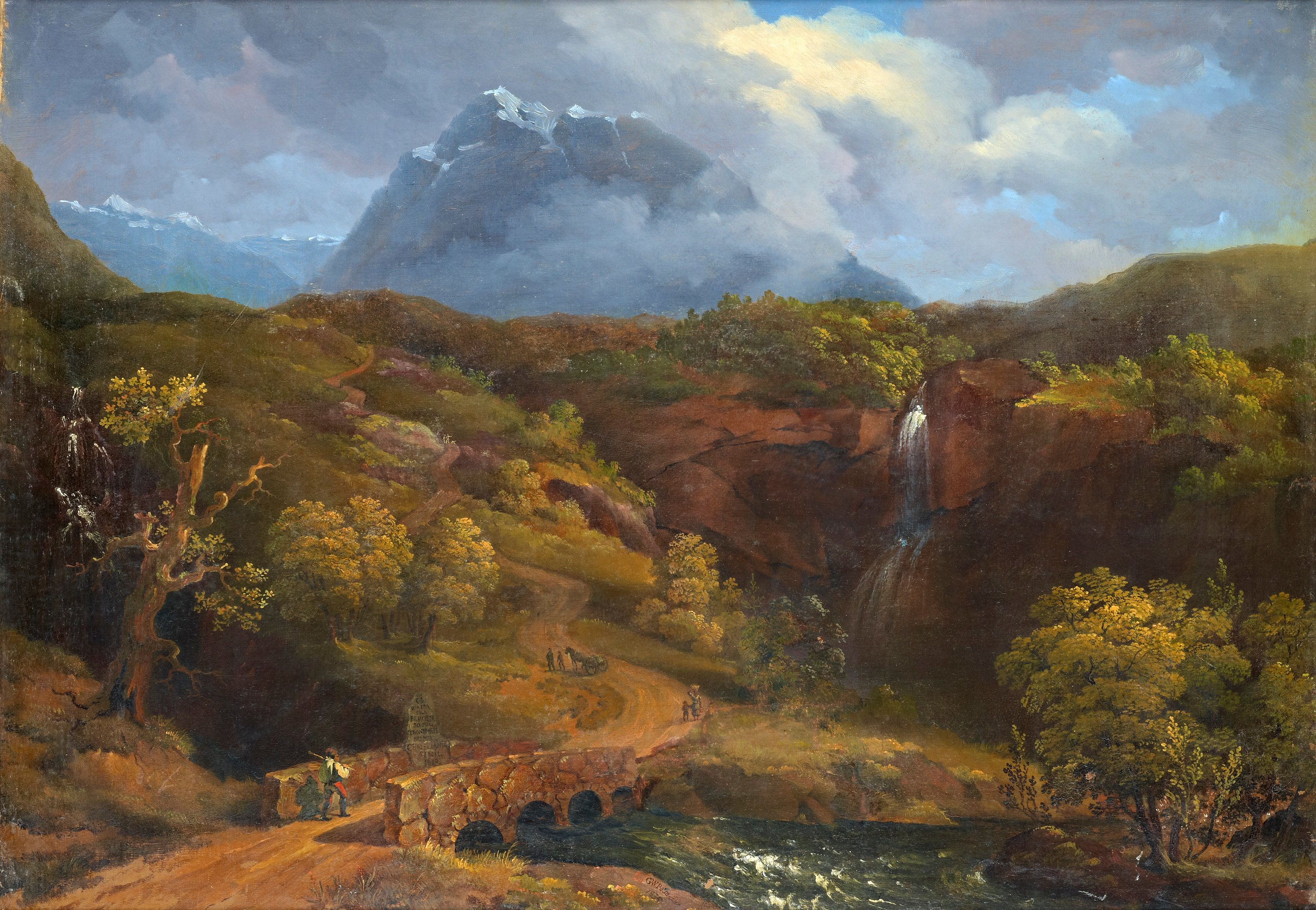
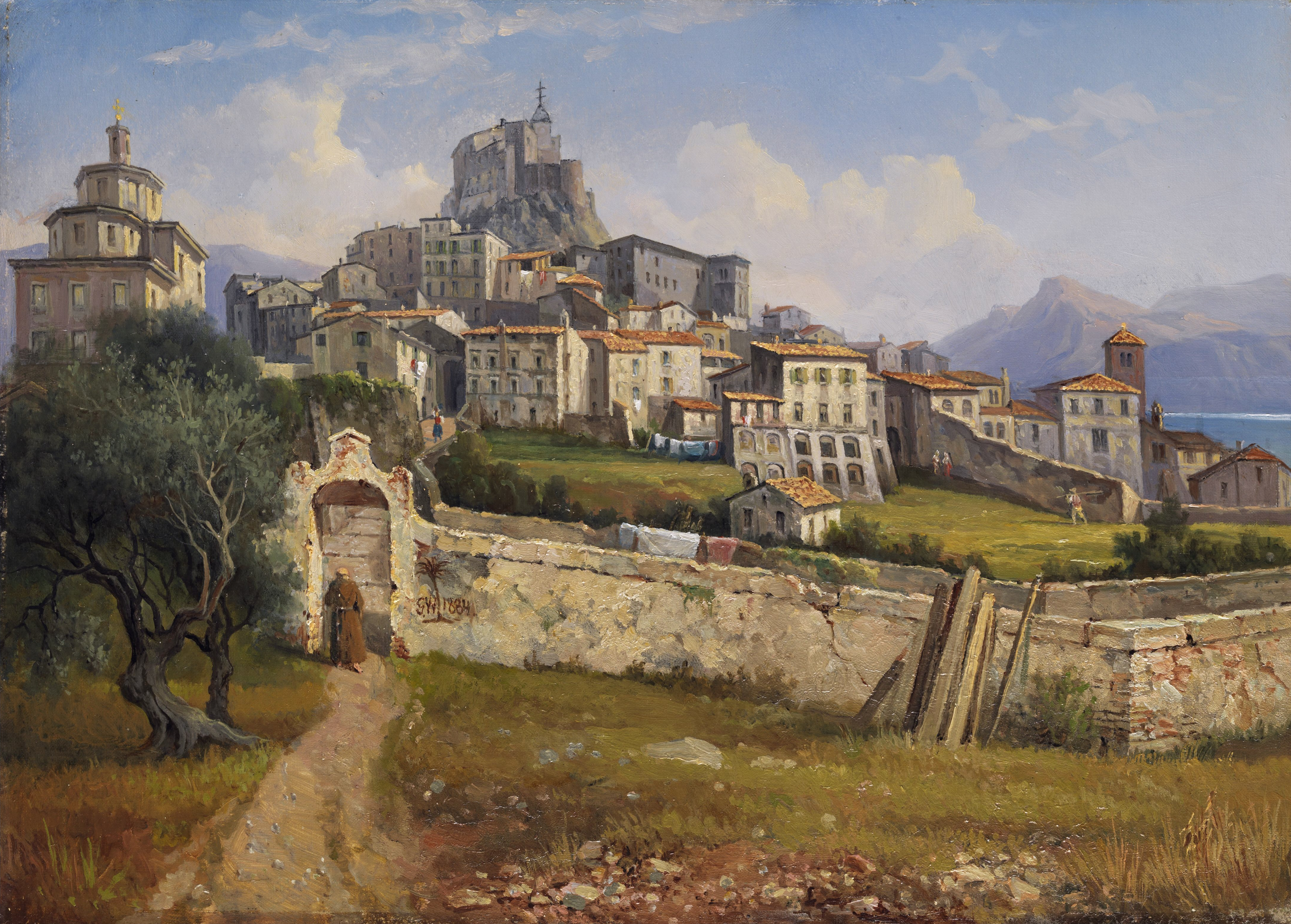
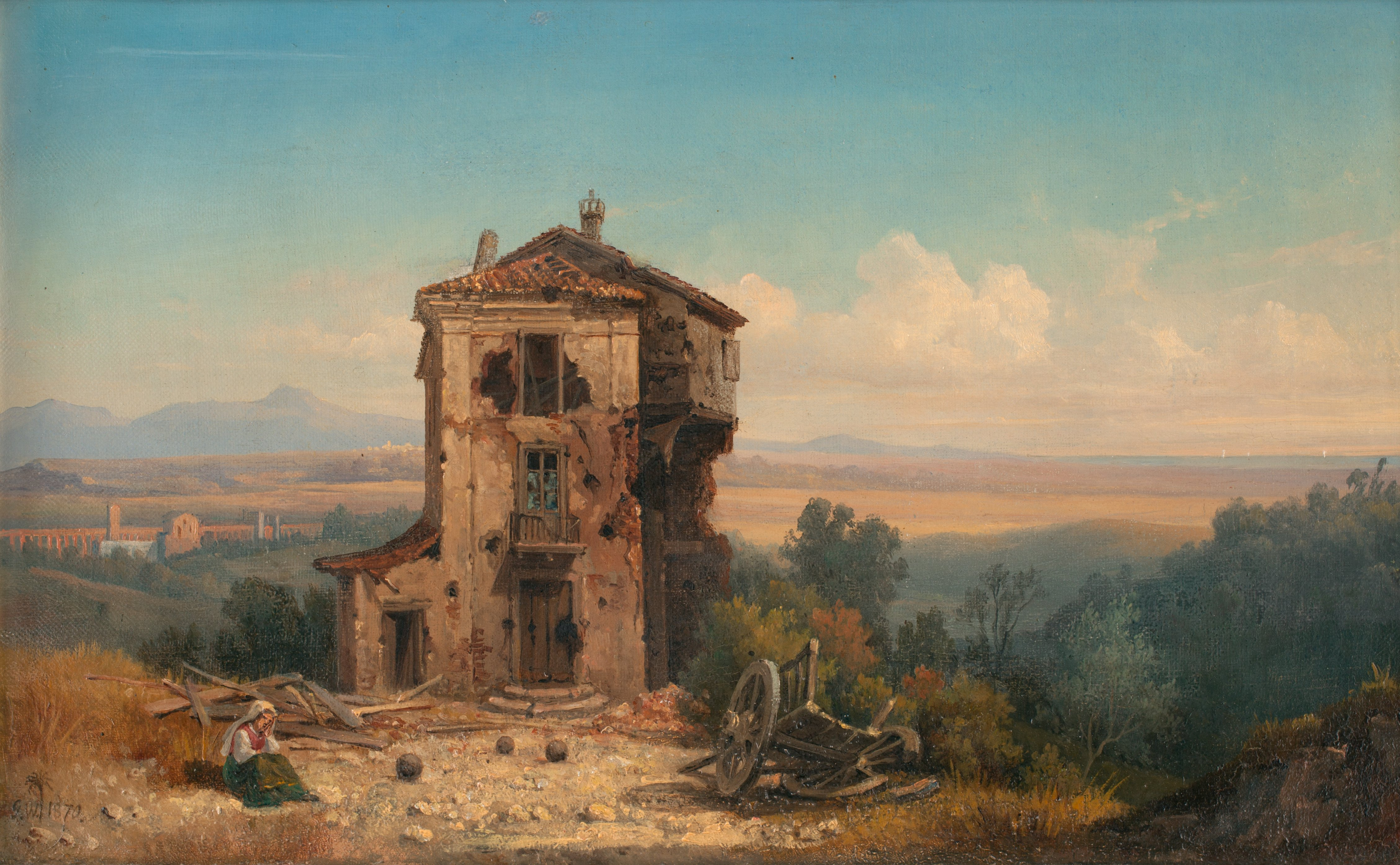
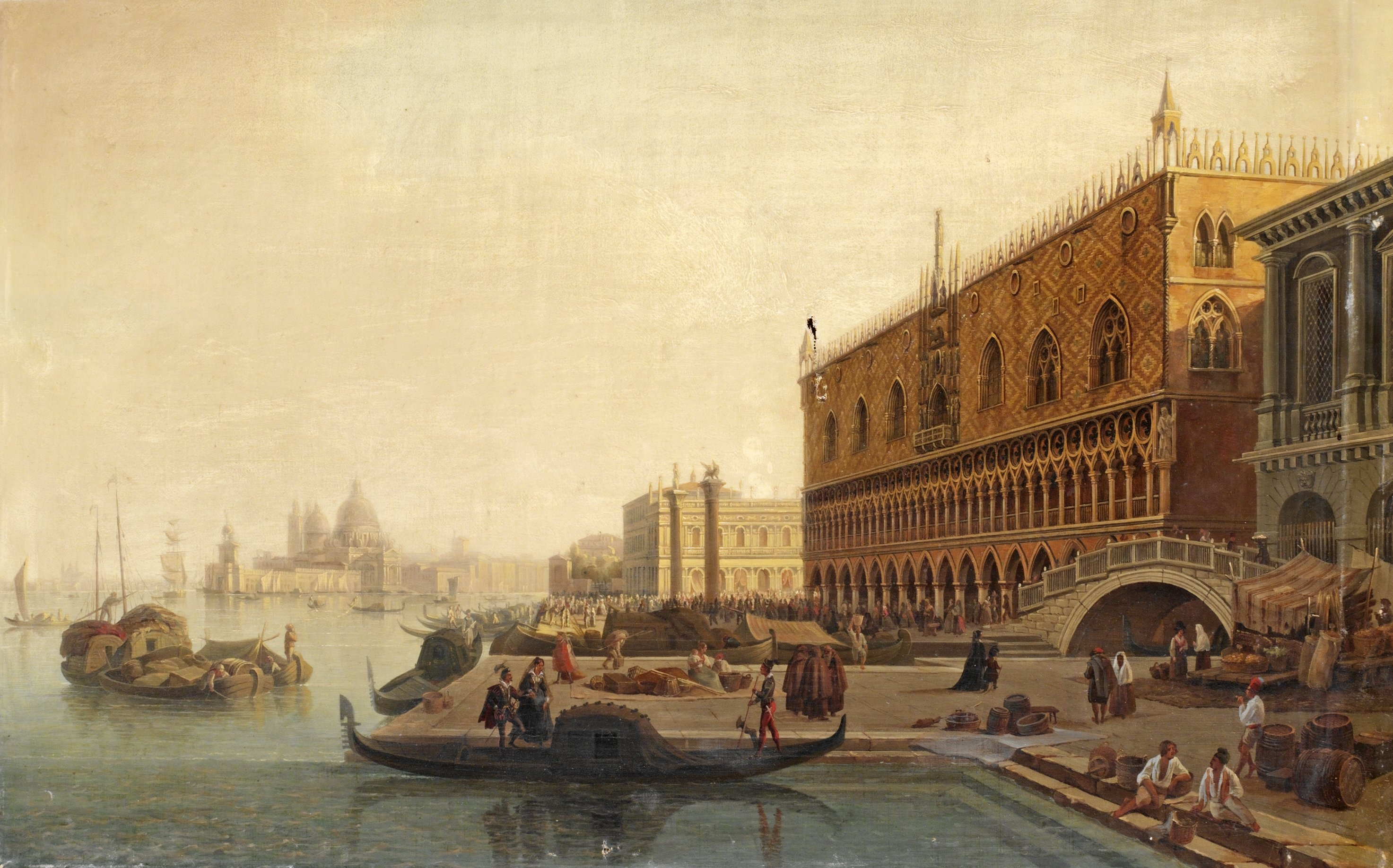